# Trinacrium
Trinacrium is een geslacht van schimmels in de familie Orbiliaceae. De typesoort is Trinacrium subtile.

## Soorten
Volgens Index Fungorum telt het elf soorten (peildatum april 2023):
| Soortnaam                   | Auteur(s)                         | Publicatiejaar |
| --------------------------- | --------------------------------- | -------------- |
| Trinacrium angamosense      | Matsush.                          | 1995           |
| Trinacrium gracile          | Matsush.                          | 1975           |
| Trinacrium inaequiramiferum | Matsush.                          | 1989           |
| Trinacrium incurvum         | Matsush.                          | 1993           |
| Trinacrium indicum          | Soosamma, Lekha, S.K. Nair & Bhat | 2001           |
| Trinacrium parvisporum      | Matsush.                          | 1987           |
| Trinacrium pulchellum       | Speg.                             | 1910           |
| Trinacrium robustum         | Tzean & J.L. Chen                 | 1989           |
| Trinacrium subtile          | Riess                             | 1852           |
| Trinacrium subtropicale     | Speg.                             | 1912           |
| Trinacrium tothii           | D. Magyar                         | 2008           |